# Lijst van voetbalinterlands Moldavië - Venezuela
Deze lijst van voetbalinterlands is een overzicht van alle officiële voetbalwedstrijden tussen de nationale teams van Moldavië en Venezuela. De landen speelden tot op heden een keer tegen elkaar: een vriendschappelijke wedstrijd op 23 mei 2012 in Puerto Ordaz.

## Wedstrijden
| № | Plaats       | Datum       | Competitie        | Wedstrijd            | Uitslag |
| - | ------------ | ----------- | ----------------- | -------------------- | ------- |
| 1 | Puerto Ordaz | 23 mei 2012 | Vriendschappelijk | Venezuela – Moldavië | 4 – 0   |

## Samenvatting
| Competitie        | Totaal gespeeld | Winst Moldavië | Gelijk | Winst Venezuela | Doelsaldo Moldavië – Venezuela |
| ----------------- | --------------- | -------------- | ------ | --------------- | ------------------------------ |
| Vriendschappelijk | 1               | 0              | 0      | 1               | 0 − 4                          |
| Totaal            | 1               | 0              | 0      | 1               | 0 − 4                          |

## Details

### Eerste ontmoeting
| Vriendschappelijk (Puerto Ordaz, Venezuela, 23 mei 2012): |              | |
| Venezuela | 4 – 0        | Moldavië |
| Luis Manuel Seijas 45' José Salomón Rondón 51' Oswaldo Vizcarrondo 55' José Salomón Rondón 73'                                                                                             | goals        | |
| César Farías | bondscoach   | Ion Caras |
| José Leonardo Morales Oswaldo Vizcarrondo Roberto Rosales 59' Gabriel Cichero Grenddy Perozo Juan Arango 46' Edgar Perez Tomás Rincón 46' Luis Manuel Seijas 59' Miku 46' Mario Rondon 46' | opstellingen | Stanislav Namașco Victor Golovatenco Simeon Bulgaru Petru Racu Ştefan Caraulan 77' Eugeniu Cebotaru Artur Pătraş Serghei Covalciuc 84' Gheorghe Ovseannicov 51' Anatolie Doroş 75' Igor Picuşceac |
| José Salomón Rondón 46' Yohandry Orozco 46' Yonathan Del Valle 46' Francisco Flores 46' Carlos Rivero 59' Juan Guerra 59'                                                                  | wissels      | 51' Eugen Sidorenco 75' Oleg Andronic 77' Maxim Potîrniche 84' Radu Gînsari |
| Gabriel Cichero 74' | gele kaarten | 80' Maxim Potîrniche |
| - Debuut van Ştefan Caraulan (Academia UTM) en Radu Gînsari (Academia UTM) voor Moldavië.                                                                                                  |              | |

FMF · A-internationals · Bondscoaches · Moldavisch vrouwenelftal · Moldavië U21 · Moldavië U20 · Moldavië U19 · Moldavië U18 · Moldavië U17 · Moldavië U16
1990 – 1999 ·
2000 – 2009 ·
2010 – 2019 ·
2020 − 2029
1991 · 1992 · 1993 · 1994 · 1995 · 1996 · 1997 · 1998 · 1999 · 2000 · 2001 · 2002 · 2003 · 2004 · 2005 · 2006 · 2007 · 2008 · 2009 · 2010 · 2011 · 2012 · 2013 · 2014 · 2015 · 2016 · 2017 · 2018 · 2019 · 2020 · 2021 · 2022 · 2023 · 2024
Albanië ·
Andorra ·
Armenië ·
Azerbeidzjan ·
Bosnië en Herzegovina ·
Bulgarije ·
Canada ·
Cyprus ·
Denemarken · 
Duitsland ·
El Salvador · 
Engeland ·
Estland ·
Faeröer ·
Finland ·
Frankrijk ·
Georgië ·
Gibraltar ·
Griekenland ·
Hongarije ·
Ierland ·
IJsland ·
Indonesië ·
Israël ·
Italië ·
Ivoorkust ·
Jordanië ·
Kaaimaneilanden ·
Kameroen ·
Kazachstan ·
Kirgizië ·
Kosovo ·
Kroatië ·
Letland ·
Liechtenstein ·
Litouwen ·
Luxemburg ·
Malta ·
Montenegro ·
Nederland ·
Noord-Ierland ·
Noord-Macedonië ·
Noorwegen ·
Oeganda ·
Oekraïne ·
Oostenrijk ·
Polen ·
Portugal ·
Qatar ·
Roemenië ·
Rusland ·
San Marino ·
Saoedi-Arabië ·
Schotland ·
Servië ·
Slovenië ·
Slowakije ·
Tsjechië ·
Turkije ·
Venezuela ·
Verenigde Arabische Emiraten ·
Verenigde Staten ·
Wales ·
Wit-Rusland ·
Zuid-Korea ·
Zweden ·
Zwitserland
FVF · A-internationals · Selecties · Bondscoaches · Statistieken · Venezolaans vrouwenelftal · Olympisch elftal · Venezuela U21 · Venezuela U20 · Venezuela U19 · Venezuela U18 · Venezuela U17
1938 – 1949 ·
1950 – 1959 ·
1960 – 1969 ·
1970 – 1979 ·
1980 – 1989 ·
1990 – 1999 ·
2000 – 2009 ·
2010 – 2019 ·
2020 – 2029
1938 · 
1939–1945 · 
1946 · 
1947 · 
1948 · 
1949 · 1950 · 
1951 · 
1952 · 1953 · 1954 · 
1955 · 
1956 · 
1957–1964 · 
1965 · 
1966 · 
1967 · 
1968 · 
1969 · 
1970 · 
1971 · 
1972 · 
1973 · 
1974 · 
1975 · 
1976 · 
1977 · 
1978 · 
1979 · 
1980 · 
1981 · 
1982 · 
1983 · 
1984 · 
1985 · 
1986 · 
1987 · 
1988 · 
1989 · 
1990 · 
1991 · 
1992 · 
1993 · 
1994 · 
1995 · 
1996 · 
1997 · 
1998 · 
1999 · 
2000 · 
2001 · 
2002 · 
2003 · 
2004 · 
2005 · 
2006 · 
2007 · 
2008 · 
2009 · 
2010 · 
2011 · 
2012 · 
2013 · 
2014 · 
2015 · 
2016 · 
2017 ·
2018 ·
2019 ·
2020 ·
2021 ·
2022 ·
2023 ·
2024
Angola ·
Argentinië ·
Aruba ·
Australië ·
Bahama's ·
Bermuda ·
Bolivia ·
Brazilië ·
Canada ·
Chili ·
China ·
Colombia ·
Costa Rica ·
Cuba ·
Dominicaanse Republiek ·
Ecuador ·
El Salvador ·
Estland ·
Guatemala ·
Guinee ·
Haïti ·
Honduras ·
IJsland ·
Iran ·
Italië ·
Jamaica ·
Japan ·
Joegoslavië ·
Malta ·
Mexico ·
Moldavië ·
Nederlandse Antillen ·
Nicaragua ·
Nieuw-Zeeland ·
Nigeria ·
Noord-Korea ·
Oezbekistan ·
Oostenrijk ·
Panama ·
Paraguay ·
Peru ·
Puerto Rico ·
Saoedi-Arabië · 
Spanje ·
Syrië ·
Trinidad en Tobago ·
Uruguay ·
Verenigde Arabische Emiraten ·
Verenigde Staten ·
Zuid-Korea ·
Zweden ·
Zwitserland